# Frederick William Benteen
Frederick William Benteen, ameriški general, * 24. avgust 1834, † 22. junij 1898.
Bil je eden iz osmih Custerjevih vojakov, ki so pozneje dosegli čin brigadnega generala.

## Življenjepis
1. septembra 1861 je postal poročnik čete C Missourijske prostovoljne konjenice. Sodeloval je v več bitkah ameriške državljanske vojne in indijanskih vojn. 
Med 1. julijem in 15. julijem 1865 je bil poveljnik 138. črnskega pehotnega polka.
28. julija 1866 je bil dodeljen 7. konjeniškemu polku. Med bitko pri Malem velikem rogu je poveljeval bataljonu (čete D, H in K); med samo bitko je bil ranjen.
7. julija 1888 je bil upokojen zaradi zdravstvenih razlogov.

## Pregled vojaške kariere
Napredovanja
- poročnik: 1. september 1861
- stotnik: 1. oktober 1861
- major: 4. december 1862
- brevetni podpolkovnik: 2. marec 1867
- brevetni polkovnik: 13. avgust 1868
- brevetni brigadni general: 27. februar 1890

## Arlington
Pokopan je na Nacionalnem pokopališču Arlington. Na pokopališču je pokopan skupaj s svojo ženo Catherine Louis Benteen (1839–1906); v bližini je pokopan njun sin podpolkovnik Frederick Wilson Benteen.